# Джеймс Макдоннелл (ум. 1565)
Джеймс Мак Домнайлл (Макдональд в Шотландии, Макдоннелл в Ирландии) (ум. 5 июля 1565) — 6-й вождь шотландского клана Макдональд из Даннивега (1538—1565), второй сын Александра Макдональда (ок. 1480—1538), 5-го вождя клана Макдональд из Даннивега (1499—1538), и Кэтрин Макдональд, дочери лорда Арднамурхана.

## Биография
В 1538 году после смерти своего отца Александра Макдональда Джеймс возглавил клан Макдональдов (Макдоннеллов) из Даннивега.
В 1551 году Джеймс Макдоннелл добился от англичан освобождение своего младшего брата Сорли Боя Макдоннелла, который был обменян на Джорджа Бастсида, захваченного в плен после битвы на острове Ратлин.
Джеймс со своими братьями вел борьбу против ирландского клана О’Нилл, правившего в королевстве Тир Эогайн в Ольстере. 2 мая 1565 года в битве при Глентаси братья Джеймс и Сорли Бой Макдоннеллы потерпели поражение от войска Шейна О’Нилла (1559—1567). Оба брата были взяты в плен Шейном и заключены в тюрьму. Вскоре после пленения Джеймс Макдоннелл скончался от ран в замке Крок, недалеко от Страбана.

## Семья
Джеймс Макдоннелл был женат с 1545 года на Агнессе Кэмпбелл (1526—1601), дочери Колина Кэмпбелла, 3-го графа Аргайла, и леди Джин Гордон. Их дети:
- Арчибальд Макдональд (ум. 1569), 7-й вождь клана Макдональд из Даннивега
- Ангус Макдональд (ум. 1614), 8-й вождь клана Макдональд из Даннивега
- Рэнальд Макдональд из Смэрби (ум. 1616)
- Колл Макдональд
- Дональд Горм Макдональд из Кэри (убит в 1586)
- Александр Каррах Макдональд из Гленарма (убит в 1586)
- Фионнгуала Макдональд (ум. ок. 1608), жена Хью O’Доннела (ум. 1600), короля Тирконнелла (1566—1592)